# Michelauer Land (Westpreußen)

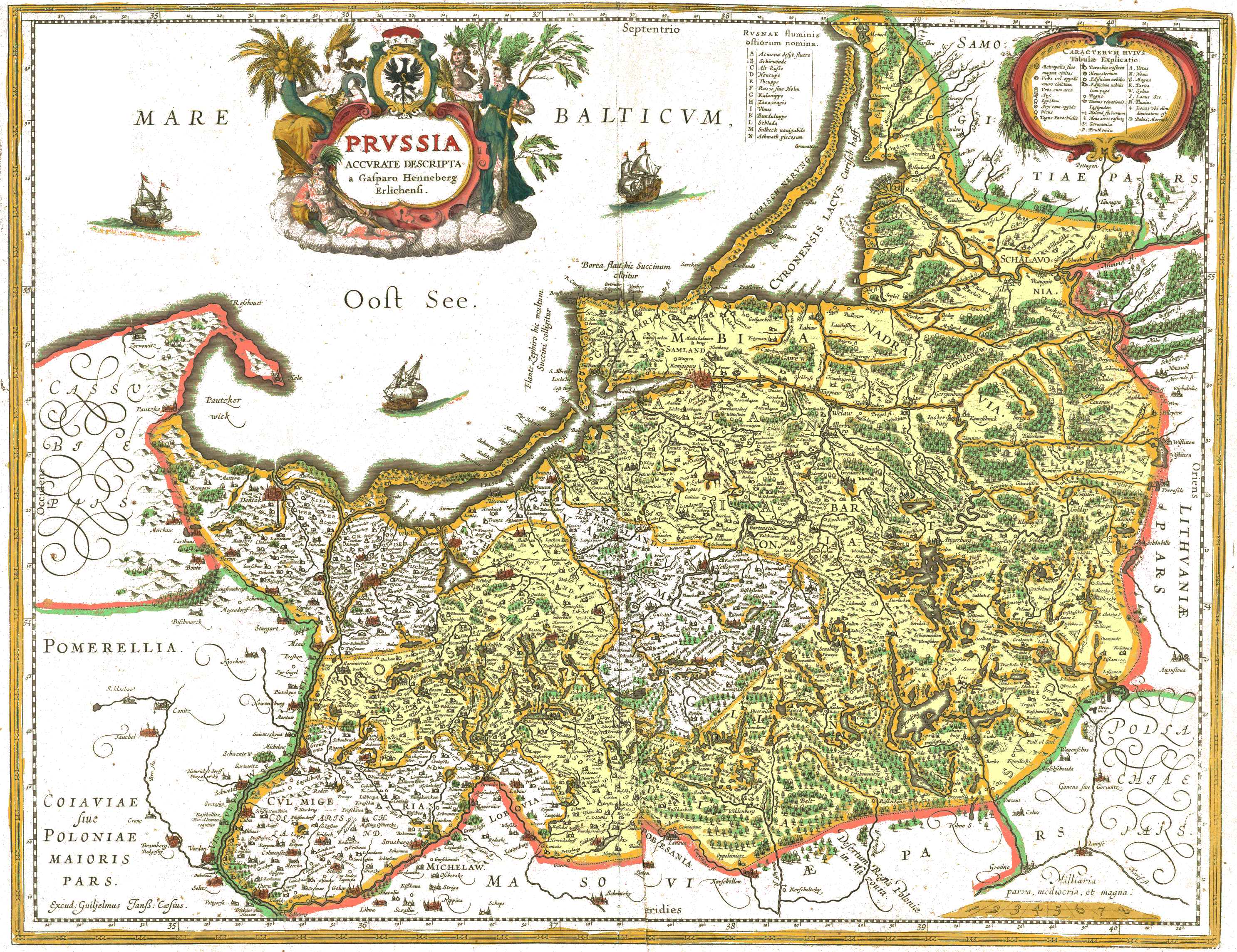
Das Michelauer Land („Michelaw“) auf einer Karte von 1576

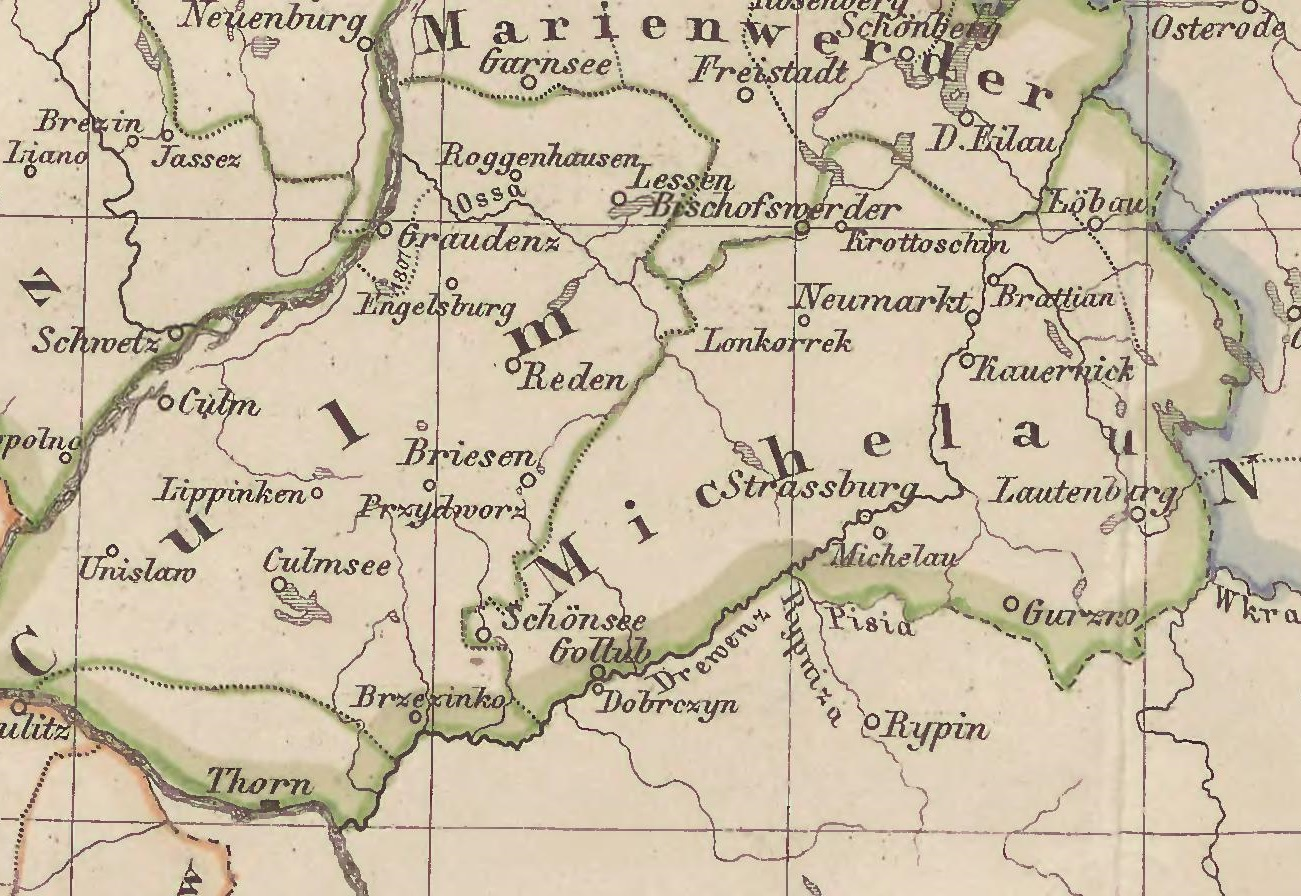
Der Kreis Michelau am Ende des 18. Jahrhunderts

Das Michelauer Land, früher auch als die Michelau bezeichnet, ist ein historisches Gebiet in Polen südöstlich der mittleren Drwęca (Drewenz) zwischen dem Kulmerland im Westen, Masuren im Norden und Masowien im Süden. Die nächstgelegene Stadt war Brodnica (Strasburg in Westpreußen). Von 1772 bis 1818 bestand in Westpreußen der Kreis Michelau, der neben dem eigentlichen Michelauer Land auch das Gebiet nordwestlich der Drwęca mit den Städten Löbau, Neumark und Strasburg umfasste.

## Geschichte
1303 verpfändeten die Herzöge von Kujawien das Michelauer Land dem Deutschen Orden, mit der Maßgabe, dass, sollte das Pfand nicht binnen dreier Jahre wieder von ihnen (und niemandem sonst) eingelöst werden, das Land in den rechtmäßigen Besitz des Deutschen Ordens übergehen würde. Das Pfand wurde nie eingelöst. Trotz klarer Rechtslage kam es in der Folge zu zahlreichen Auseinandersetzungen um das Land. Es war Gegenstand mehrerer Verträge zwischen dem Deutschen Orden und Polen. Im Vertrag von Kalisch (1343) und dem Frieden vom Melnosee (1422) wurde die Herrschaft des Deutschen Ordens bestätigt. Im Zweiten Frieden von Thorn kam es 1466 zum Preußen königlichen Anteils unter der polnischen Krone. Es gehörte seitdem bis 1772 zur Woiwodschaft Kulmer Land. Mit der Lubliner Union wurde Königlich Preußen 1569 einseitig zum Teil der polnisch-litauischen Rzeczpospolita erklärt, was aber nicht angenommen wurde. Eine Beschreibung aus dem 19. Jahrhundert lautete:

„Die kleine Landschaft Michelau, die zuweilen zum Kulmerland gerechnet wird, liegt ostwärts von diesem, durch den Fluss Drewenz getrennt. Sie hat ihren Namen von einem ehemaligen festen Schloss Michelau, welches aber schon im Jahre 1789 seit undenklichen Jahren nicht mehr existierte. Es lag an der Stelle, wo 1789 das Strasburgische Kämmereidorf Michelau lag.“

Durch die erste Polnische Teilung von 1772 kam das Michelauer Land zum Königreich Preußen. Es wurde Namensgeber für den Kreis Michelau im Südosten der Provinz Westpreußen. Zu diesem Kreis gehörten die acht Städte Gollub, Gorzno, Kauernik, Lautenburg, Löbau, Neumark, Schönsee und Strasburg sowie die königlichen Domänenämter Brattian, Brzezynko, Krottoschin, Lautenburg, Löbau, Longorrek, Gollup, und Strasburg.
Landrat des Kreises waren Johann Andreas von Tyszka (1772–1797), von Nostitz (1797–1799), Theodor Gottlieb von Hippel (1799–1804) sowie Ernst von Schroetter (ab 1804).
Nachdem der Kreis Kulm bereits aufgrund des Tilsiter Friedens an das Herzogtum Warschau abgetreten worden war, musste Preußen aufgrund der Zweiten Elbinger Konvention vom 10. November 1807 auch den Kreis Michelau an dieses abtreten. 1815 fielen das Kulmerland und der Kreis Michelau wieder an Preußen. Bei der Kreisreform von 1818 im Regierungsbezirk Marienwerder wurde der Kreis Michelau in die neuen Kreise Löbau und Strasburg aufgeteilt.